# Urban Cookie Collective
De Urban Cookie Collective was een Britse dance-act die in 1993 een grote internationale hit had met The Key the Secret, dat onder meer in Nederland de nummer 1-positie haalde.

## Historie
Urban Cookie Collective was een project van Rohan Heath (1964), die ook keyboard speelde. Verder bestond de groep uit zangeres Diane Charlemagne (1964-2015), MC Marty en DJ Pete. Rohan Heath had in 1990 nog een hit in het Verenigd Koninkrijk gescoord met Hardcore Uproar (onder de artiestennaam Together). Oorspronkelijk was het niet de bedoeling The Key The Secret groot uit te brengen, maar nadat een remix succesvol werd in het Britse uitgaanscircuit, werd besloten de single alsnog uit te brengen. Hun latere singles Feels like heaven en Sail Away werden nog hits. Diane Charlemagne leende ook haar stem aan drum-and-bass-artiest Goldie. Ze is te horen op Angel en Inner city life. Het tweede nummer werd ook een hit in Groot-Brittannië. 
Het tweede album uit 1995, Tales from the Magic Fountain, werd geen succes. Wel leidde de single Champagne supernova tot controverse omdat het een cover is van Oasis waarvoor geen toestemming was gegeven. Daarom moest de single uit de handel worden gehaald. Daarna verdween de band uit het zicht en leidde een sluimerend bestaan.

## Discografie
- High On A Happy Vibe (1994)
- Tales From The Magic Fountain (1995)